# Coen Stork
Coenraad Frederik Stork (Bussum, 28 maart 1928 – Amsterdam, 23 oktober 2017) was een Nederlands diplomaat. 

## Levensloop
Zijn vader was afkomstig uit de Twentse industriële Storkfamilie en zijn moeder was een dochter van de Haagse kunstschilder Floris Arntzenius. Coen Stork groeide op in Bussum, alwaar hij het lyceum doorliep. Daarna ging hij rechten studeren aan de Universiteit Leiden. Hij woonde tijdens zijn studententijd in het beroemde studentenhuis op Rapenburg 56. Tijdens deze studie raakte hij geïnteresseerd in internationale betrekkingen en kwam hij in het 'diplomatenklasje' terecht, een kweekvijver van het ministerie van Buitenlandse Zaken.
Hij begon zijn diplomatieke carrière in 1960 als medewerker van de handelsraad van het Nederlandse gezantschap in Bagdad. Hierna werkte hij in Pretoria, de hoofdstad van Zuid-Afrika, waar hij zijn steun betuigde aan de voor terrorisme vervolgde advocaat Nelson Mandela; hij was in 1964 waarnemer bij het proces dat tegen Mandela en andere ANC-leiders werd gevoerd (het Rivoniaproces). Stork werd eind jaren zestig en in de jaren zeventig uitgezonden naar achtereenvolgens Vietnam, Parijs, Madrid, Buenos Aires, Helsinki en Londen. Van 1982 tot 1987 was hij ambassadeur in Havana (Cuba). In Cambodja was hij tweemaal waarnemer bij de verkiezingen, in Zuid-Afrika eenmaal.
Zijn volgende en laatste post werd wederom een ambassadeurschap in een communistisch land, te weten het Roemenië onder dictator Nicolae Ceauşescu (1988-1993). Stork maakte de Roemeense Revolutie van december 1989, waarbij het regime van Ceauşescu ten val kwam, van dichtbij mee. Hij hielp dissidenten die vervolgd werden onder het communisme, deed voor verschillende televisiezenders verslag van de gebeurtenissen en sprak op 26 december in opdracht van minister Van den Broek een boodschap voor het Roemeense volk uit vanuit de belegerde televisiestudio. In 2000 was hij de initiatiefnemer van het Roemeens Instituut voor Recente Geschiedenis (IRIR), dat historisch onderzoek ging doen naar een halve eeuw dictatuur in Roemenië vanaf 1938, en de periode daarna.
Stork was tot 2005 bestuursvoorzitter van het Nederlands instituut voor Zuidelijk Afrika (NiZA) en tot 2009 lid van het Nederlands Helsinki Comité (NHC), een mensenrechteninstituut.

## Privéleven
Coen Stork trouwde tweemaal en heeft met zijn tweede vrouw drie kinderen. Stork overleed in 2017 na een ziekte van enkele maanden op 89-jarige leeftijd.